# Clinothelphusa kakoota
Clinothelphusa kakoota é uma espécie de caranguejo da família carcinucidae, que é endêmica do Sri Lanka. Seu habitat natural são florestas tropicais ou subtropicais úmidas, pântanos tropicais ou subtropicais, e rios. Está ameaçada pela destruição de habitat, e está listada como uma espécie em perigo crítico na lista vermelha da IUCN.